# Salmo carpio
Salmo carpio is een straalvinnige vissensoort uit de familie van de zalmen (Salmonidae). De wetenschappelijke naam is  gepubliceerd in 1758 door Linnaeus in de tiende van Systema naturae.